# 이리이 가즈히사
이리이 가즈히사(일본어: 入井 和久, 1970년 10월 18일~)는 일본의 전 축구 선수이다.

## 구단 경력
1989년 일본 사커 리그의 혼다 기연에 입단했다. 1991년에 JSL컵 준우승. 1992년 J1리그의 가시마 앤틀러스로 이적했다. 1993년에 J리그 준우승. 1995년 가시와 레이솔로 이적했다. 1996년부터 1997년까지 재팬 풋볼 리그의 브럼멜 센다이에서 뛰었다. 1997년후 현역 은퇴.